# Кісвілл (Джорджія)
Кісвілл (англ. Keysville) — місто (англ. city) в США, в округах Берк і Джефферсон штату Джорджія. Населення — 300 осіб (2020).

## Географія
Кісвілл розташований за координатами 33°14′10″ пн. ш. 82°13′46″ зх. д. / 33.23611° пн. ш. 82.22944° зх. д. (33.236189, -82.229326).  За даними Бюро перепису населення США в 2010 році місто мало площу 2,79 км², з яких 2,73 км² — суходіл та 0,06 км² — водойми.

## Демографія
Згідно з переписом 2010 року, у місті мешкали 332 особи в 100 домогосподарствах у складі 73 родин. Густота населення становила 119 осіб/км².  Було 118 помешкань (42/км²).
Расовий склад населення:
| - 56,6 % — чорних або афроамериканців - 38,0 % — білих - 1,8 % — азіатів - 1,5 % — осіб інших рас |

До двох чи більше рас належало 2,1 %. Частка іспаномовних становила 3,6 % від усіх жителів.
За віковим діапазоном населення розподілялося таким чином: 17,8 % — особи молодші 18 років, 53,6 % — особи у віці 18—64 років, 28,6 % — особи у віці 65 років та старші. Медіана віку мешканця становила 46,3 року. На 100 осіб жіночої статі у місті припадало 75,7 чоловіків;  на 100 жінок у віці від 18 років та старших — 70,6 чоловіків також старших 18 років.
Середній дохід на одне домашнє господарство  становив 39 144 долари США (медіана — 22 019), а середній дохід на одну сім'ю — 43 200 доларів (медіана — 22 000). За межею бідності перебувало 22,0 % осіб, у тому числі 45,8 % дітей у віці до 18 років та 20,9 % осіб у віці 65 років та старших.
Цивільне працевлаштоване населення становило 87 осіб. Основні галузі зайнятості: освіта, охорона здоров'я та соціальна допомога — 46,0 %, виробництво — 13,8 %, роздрібна торгівля — 12,6 %.